# ژان-مارک بیدو
ژان-مارک بیدو (فرانسوی: Jean-Marc Bideau‎؛ زادهٔ ۸ آوریل ۱۹۸۴) دوچرخه‌سوار اهل فرانسه است.
از باشگاه‌هایی که در آن رکاب زده‌است می‌توان به سایکل کولستروپ، روبه–لیل متروپول، و تیم دوچرخه‌سواری فورتونئو–اسکارو اشاره کرد.